# Zeacolpus vittatus
Zeacolpus vittatus là một loài ốc biển lớn, là động vật thân mềm chân bụng sống ở biển trong họ Turritellidae.